# 积沙墓
积沙墓，又称积砂墓，是中国古代为防盗而采用沙土填充墓穴的一种墓葬形制，有时还会在沙土中填入石块，构成积石积沙墓，当盗墓者挖掘盗洞深入墓穴时，沙土会从四面流入把盗洞堵住，石块会砸下来把盗墓者砸伤砸死。
积沙墓流行于战国至西汉早期，当时的贵族墓葬多积石以加固、积炭以防潮、积沙以防盗，河南省辉县的战国魏王墓、上蔡县的郭庄楚墓都是积沙墓。明末有名的盜墓大賊（綽號“斷指”）據說險些葬身在一個流沙大墓中，從此洗手不敢再幹了。
西汉中晚期之后，由于竖穴土圹木椁墓逐渐消失，积沙墓也渐渐消失。